# Курбатов, Владимир Васильевич
Владимир Васильевич Курбатов (род. 1931 или 1932) — советский хоккеист, нападающий. Мастер спорта СССР (1957).

## Биография
Воспитанник челябинского хоккея.
В 1948—1950 годах выступал за челябинское «Динамо» во второй и первой лигах. С 1950 года играл в высшей лиге за свердловское «Динамо». Сезон 1953/54 провёл в первенстве РСФСР в составе свердловского ОДО.
В 1954 году вернулся в Челябинск и стал выступать за «Авангард»/«Трактор», в его составе за семь сезонов сыграл в чемпионатах страны более 200 матчей и забросил 76 шайб. Лучший личный результат — 21 шайба в сезоне 1959/60.
В сезоне 1961/62 играл за ленинградский СКА, затем до конца карьеры — за казанский «СК им. Урицкого». В сезоне 1965/66 был играющим тренером казанского клуба.
Дальнейшая судьба неизвестна.